# Libyen FL01
Flyginsats Libyen (FL01) var en fredsframtvingande enhet ur Svenska flygvapnet och en del av Operation Karakal, som är Sveriges kodnamn på dess insats i Libyen inom ramen för FN:s säkerhetsråds resolution 1973. Enheten var aktiv från den 1 april till den 3 juli 2011. Förbandet hade sin förläggning på Sigonella flygbas på Sicilien i Italien, och var Sveriges andra insats med stridsflygplan sedan F 22 Kongo. F 22 var aktiv mellan åren 1961 och 1963.

## Bakgrund
I samband med att Sverige tillsammans med fem andra nationer satte upp stridsgruppen Nordic Battlegroup 11, organiserades en basbataljon med flygelement, kallad Expeditionary Air Wing (EAW). Ansvarigt förband för EAW var F 17 Kallinge, dock så ingick enheter ur Helikopterflottiljen (Hkpflj) och F 7 Såtenäs samt med visst helikopterstöd ifrån Kroatien.
Expeditionary Air Wing hade som förband en beredskap på 10 dagar, det vill säga 10 dagar från larm till insats, och står i beredskap mellan perioden den 1 januari 2011 till 30 juni 2011. 
I samband med att Nato den 28 mars 2011 kom med en formell förfrågan till Sverige om ett deltagande i Internationella militärinsatsen i Libyen, föreslog den svenska regeringen i en proposition den 29 mars 2011 att lyfta ur  delar av Expeditionary Air Wing ur NBG och skicka dessa delar till insatsen i Libyen. Propositionen överlämnades till Sveriges riksdags Sammansatta utrikes- och försvarsutskottet(UFöU). Den 31 mars 2011 röstade Sammansatta utrikes- och försvarsutskottets positivt till deltagande i den internationella flygförbudsinsatsen över Libyen och därmed överlämnade de till riksdagen Betänkande 2010/11:UFöU3 Svenskt deltagande i den internationella militära insatsen i Libyen.
Den 1 april 2011 röstade riksdagen positivt till Sveriges deltagande i upprätthållandet av FN:s flygförbud över Libyen, dock med förbehåll om att styrkan ej fick angripa markmål mer än i självförsvar och att insatsen skulle pågå maximalt i tre månader.
Styrkan som Sverige skickade bestod av åtta stycken JAS 39 Gripen, ett TP 84T och ett signalspaningsflygplan, S 102B Korpen. Utöver det kom styrkan att uppgå från 125 till 250 personer. Operationen, som fick namnet Flyginsats Libyen (FL01), innefattade en budget på 200 miljoner kronor.
Den 2 april 2011 lyfte de första stridsflygplanen ifrån F 17 och Ronneby flygplats med Sigonella flygbas i Italien som destination. Från riksdagens beslut till att flygplanen var på plats i Italien tog det 23 timmar. Det svenska bidraget kom under dess insats att vara samgrupperade på Sigonella-basen tillsammans med delar av Turkiets bidrag till militärinsatsen i Libyen. Efter några veckor på plats anslöt också Förenade Arabemiratens bidrag till insatsen till grupperingen på Sigonella. Utöver den svenska grupperingen på Sicilien kom svenska officerare placeras på staber och stridsledningscentraler vid Neapel och Venedig i Italien samt vid Izmir i Turkiet.
Till en början fick FL01 problem, då flygdrivmedlet vid basen ej var anpassat för JAS 39 Gripen, antistatmedel Stadis 450 saknades, som i sig är en tillsats till jetbränsle. Som en snabb lösning på problemet tillfördes FL01 en drivmedelsgrupp ur EAW samt nyttjade Tp84 lufttankningsförmåga.  Den 3 juli 2011 överlämnade chefen för FL01, överstelöjtnant Stefan Wilson, ansvaret för den svenska styrkan till chefen för FL02, Överste Fredrik Bergman.

## Förbandsdelar

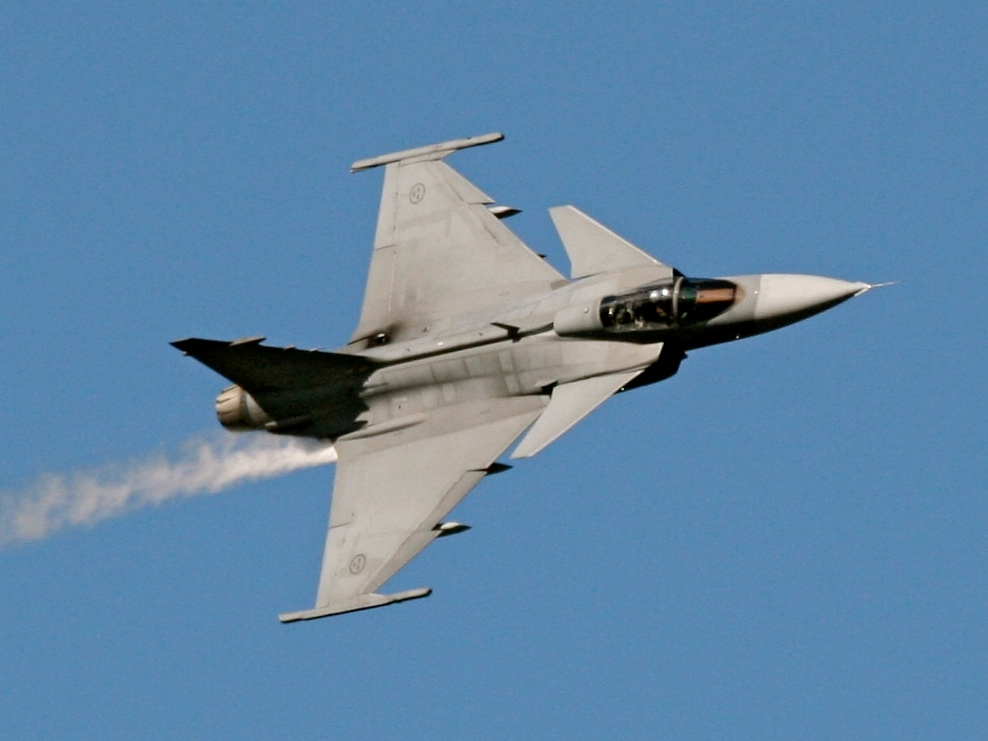
JAS Gripen

Huvuddelen av Flyginsats Libyen (FL01) bestod av: 
Styrkechef
Överstelöjtnant Stefan Wilson.
Organisationsdelar grupperade på Sigonella
* Stab (HQ)
* Stridsflygenhet (Fighter Unit):
Innehöll 10 flygförare ur JAS-39 divisionen, flygunderhållspersonal samt drivmedelsgrupp
* Transportflygenhet (Air Transport Unit):
Innehöll flygbesättningar ur 71. Transportflygdivisionen för lufttankning och transport samt flygunderhållspersonal
* Mission Support Element (MSE):
Innehöll personal för bl.a. tolkning av sensorinformation samth underrättelsepersonal
* Flygbasenhet (Air Base Unit):
Innehöll personal för bevakning samt personal för hantering av samband- och informationssystem (SIS-grupp)
* National Support element (NSE):
Logistikpersonal

Specifik materiel
Stridsflygplan
Åtta stycken JAS 39C Gripen, av Flygvapnet numrerade 227, 247, 249, 261, 262, 263, 269 och 270.
Transportflygplan
Ett modifierat TP 84T för lufttankning.
Signalspaningsflygplan
Ett S 102B Korpen för samband och signalspaning.
Drivmedelsgrupp
Två tankbilar, en trailer och en tankcontainer.
Ledningssystem
Kommunikationsnät Flygbas